# Kleine protestantische Pfarrkirche
Die Kleine protestantische Pfarrkirche war eine Kirche und ein Baudenkmal in Frankenthal (Pfalz). Der Bau wurde 1712 eingeweiht und 1943 durch einen Bombenangriff zerstört.

## Geschichte
Die lutherische Gemeinde in der kurpfälzischen dritten Hauptstadt entstand 1686 nach dem Erlöschen der Kurlinie Pfalz-Simmern. In der ersten Zeit wurde sie vom Gerolsheimer Pfarrer versehen. Die Kirche wurde in den Jahren von 1706 bis 1712 erbaut und am 24. August 1712 eingeweiht. Nach dem Bau der späteren Zwölf-Apostel-Kirche wurde die Kirche ab 1823 nicht mehr benötigt. Die Einrichtung wurde versteigert.
Mit dem Wachstum der Industriestadt gegen Ende des 19. Jahrhunderts wurde die Bartholomäuskirche als Kleine protestantische Pfarrkirche weiter genutzt, während die andere als Große protestantische Pfarrkirche bezeichnet wurde. Die kleine Pfarrkirche wurde neuromanisch eingerichtet. Am 23. September 1943 wurde die Kirche bei einem Bombenangriff schwer beschädigt. Ihre Ruine wurde beim Bau des Dathenus-Hauses abgerissen.

## Beschreibung
Die Kirche wurde im Stil des Barocks errichtet. Die Straßenseite war in drei Teile gegliedert. Das Portal befand sich zwischen zwei Fensterpaaren. Der Bau hatte ein Mansarddach und an der Westseite einen fünfgeschossigen Turm mit einer hohen Barockhaube mit zwei Laternen aus der Zeit nach 1756.